# الآجري
الآجُرِّي هو أبو بكر محمد بن الحسين بن عبد الله الآجري البغدادي، و (الآجُرِّي) بفتح أوله ممدودا، وضم الجيم، وكسر الراء المشددة، نسبة إلى قرية من قرى بغداد يقال لها (الآجُرّ)، ودرب الآجُرِّ محلة كانت ببغداد من محال نهر طابق بالجانب الغربي، يسكنها غير واحد من أهل العلم، وهو الآن خراب قاله ياقوت الحموي في معجم البلدان.
كان الآجري من المحدّثين في بغداد قبل أن يهجرها إلى مكة حيث أقام وحدث ببغداد قبل سنة ثلاثين وثلاثمائة (330 هـ)، ثم انتقل حاجا إلى مكة سنة ثلاثين وثلاثمائة (330 هـ)، فأعجبته، فقيل "انه سأل الله أن يرزقه الإقامة بها سنة، فأقام بمكة مجاورا ثلاثين عاما حتى كانت وفاته بها.
وكان مولده سنة (280 هـ) ببغداد، أو سنة (264 هـ)، وما يقوي فرضية ولادته سنة (280 هـ) قول الذهبي في السير (16/135): مات بمكة في المحرم سنة ستين وثلاثمائة. وكان من أبناء الثمانين، وعلى هذا فيكون مولده سنة (280 هـ) تقريباً.

## شيوخه
من شيوخه:
- أبو مسلم الكجي أو الكشي إبراهيم بن عبد الله (ت 292 هـ).
- أحمد بن عمر بن موسى بن زنجويه أبوالعباس القطان (ت 304 هـ).
- أبو شعيب الحداني.
- خلف بن عمرو العكبري.
- أبوخليفة الفضل بن حباب.
- المفضل بن حباب الجندي أبوسعيد الحافظ (ت 308 هـ).
- هارون بن يوسف بن زياد.
- قاسم بن زكريا المطرز البغدادي (ت 305 هـ).
- أبوبكر بن أبي داود عبد الله بن سليمان بن الأشعث السجستاني (ت 316 هـ).
- أحمد بن يحيي الحلواني.
- جعفر بن محمد بن الحسن أبوبكر الفريابي ثم التركي (ت 301 هـ).

وغيرهم خلق كثير منهم عبد الله بن عباس الطيالسي وحامد بن شعيب البلخي وأحمد بن سهل الأشناني المقرئ، ومن نظر في كتب الإمام الآجري خاصة الشريعة وتحريم النرد والشطرنج والملاهي وقف على جم غفير غير هؤلاء.

## تلاميذه
نجد بتتبع المصادر التاريخية أنَّ له الكثير من التلاميذ، منهم:
- أبو نُعيم أحمد بن عبد الله الحافظ الأصبهاني، صاحب الحلية (ت 404 هـ).
- محمد بن الحسين بن المفضل القطَّان.
- أبو الحسن الحمامي.
- عبد الرحمن بن عمر بن النحاس.
- علي بن أحمد المقرئ.
- محمود بن عمر العكبري.
- أبو الحسين علي بن محمد بن عبد الله بن بشران.
- أبوالقاسم عبد الملك بن محمد بن عبد الله بن بشران البغدادي (ت 403 هـ).

وقد ذكر الإمام الذهبي في تذكرة الحفاظ وذلك في الصفحة السادسة والثلاثون بعد المائة التاسعة أنه روى عنه خلق كثير في مكة المكرمة من الحجاج والمغاربة. وكان مجاورا بمكة.

## آراء بعض العلماء فيه
- قال العليمي: كان من أكابر الأصحاب سمع خلقا كثيرا، وكان ثقة فقيها عالما حجة، صدوقا.
- قال الخطيب: كان الآجُرِّي ثقةً صدوقاً ديناُ، له تصانيف.
- قال السيوطي: كان عالماً عاملاً صاحب سنة، دينا ثقة.
- قال ابن مفلح الحنبلي: كان من الفقهاء والكبار.
- قال ياقوت: كان ثقة، صنف تصانيف كثيرة، حدث ببغداد، ثم انتقل إلى مكة فسكنها إلى أن مات.
- قال النديم: الفقيه، أحد الصالحين العُباد، كان مقيما بمكة.

## مُصنفاته
من مُصنفاته:
1. الأربعين في الحديث: له نسخة مخطوطة في المكتبة الظاهرية 4 (ق49 – 80). وله نسخة أخرى قطعة منها في مجموع 27- (ق34-45). (فهرس المكتبة الظاهرية ص2). ذكره الحافظ الذهبي في تذكرة الحفاظ ص936. والتاج السبكي في طبقات الشافعية 3/149.
2. أخبار عمر بن عبد العزيز: مخطوط بالمكتبة الظاهرية بدمشق رقم المجموع 30(ورق 1 : 22) وله صورة في مكتبة الجامعة الإسلامية رقم106. (فهرس مخطوط الظاهرية / ص2)
3. أخلاق حملة القرآن: ذكره ابن خير الأشبيلي من «فهرس ما رواه عن شيوخه» ص185 .
4. أحكام النساء: ذكره ابن النديم في «الفهرست» ص215 .
5. أخلاق العلماء: وقد طبع هذا الكتاب طبعتين: 
  1. الطبعة الأولى بالقاهرة 1931م.
  2. الطبعة الثانية بمطبعة النصر الحديثة بالرياض نشر وتوزيع إدارة البحوث العلمية والإفتاء بتحقيق الشيخ إسماعيل الأنصاري.
6. التصديق بالنظر إلى الله عز وجل وما أعده لأوليائه. مخطوط وله نسختان في المكتبة الظاهرية:
  1. أ- من مجموع 21 (ق185-200).
  2. ب- نسخة من آخرها ورقتين في مجموع 116 (ق114-118).
7. كتاب الشريعة: طبع هذا الكتاب في القاهرة سنة 1369 بتحقيق الشيخ محمد حامد الفقي وأعادت طبعه مرة أخرى أخيراً دار الكتب العلمية ببيروت.
8. الغرباء من المؤمنين: في وصف حالهم وواجب المسلم في رعايتهم: مخطوط في الظاهرية رقم4572 (ق48-63).
9. أدب النفوس: مخطوط وله نسخة في المكتبة الظاهرية، برقم مجموع حديث 248 (23-29) وغيرها من الكتب الأخرى النافعة.

وله العديد من المصنفات الأخرى منها: «النصيحة» وينقل عنها ابن مفلح صاحب الفروع في الفروع اختياراتٍ حسنة، وله «الثمانين» و «أداب العلماء» و «مسألة الطائفين» و«التهجد» و«فرض العلم» و «صفة قبر النبي صلي الله عليه وسلم» و«مختصر الفقه» و «تحريم النرد والشطرنج» و«ذمُّ اللواط» وكان بينه وبين ابن بطة مكاتبات من مكة، وذكر بعض المؤرخين أنَّ مؤلفاته تزيد عن هذه المؤلفات المذكورة بكثير.

## مذهبه
قد تنازع المؤرخون على أي مذهب تفقَه، فمنهم من يقول أنه تفقه على مذهب الشافعي انظر الوفيات لابن خلكان وطبقات الشافعية، ومنهم من يقول أنه تفقه على مذهب أحمد بن حنبل انظر طبقات الحنابلة وشذرات الذهب.

و ما يقوي فرضية انتمائه إلى عقيدة السلف الصالح قوله في كتاب الشريعة (ص301): «من أراد الله عز وجل به خيراً، سلوك هذا الطريق كتاب الله وسنن رسول الله «صلى الله عليه وسلم» وسنن أصحابه رضي الله عنهم، ومن تبعهم بإحسان وما كان عليه أئمة المسلمين في كل بلد إلى آخر ما كان من العلماء مثل: الأوزاعي، وسفيان الثوري، ومالك بن أنس، وأحمد بن حنبل، والقاسم بن سلام، ومن كان على مثل طريقتهم، ومجانبة كل مذهب يذمه هؤلاء العلماء». وكذلك قال (ص488): «فاسلكوا طريق من سلف من أئمتكم يستقم لكم الأمر الرشيد، وتكونوا على المحجة الواضحة إن شاء الله تعالى».
وكان محاربا للبدعة شديدا على أهلها خصوصا ما يفعله المتصوفة من الرقص والزعق عند الذكر.
قال في كتابه (كتاب الاربعين حديثا) (ص97 طبعة 2 أضواءالسلف، تخريج بدر البدر)
شارحا حديث العرباض بن سارية (وعظنا رسول الله موعظة وجلت منها القلوب وذرفت منها العيون) قال الامام: «لم يقل صرخنا من موعظة ولا زعقنا ولا طرقنا على رؤوسنا ولا ضربنا على صدورنا ولا زفّنا ولا رقصنا كما فعل كثير من الجهال... وهذا كله بدعة وضلالة»

## وفاته
توفي في أول يوم من المحرم سنة ستين وثلاثمائة (360 هـ) بمكة.